# Napad na Trgu svetog Marka
Pucnjava u Zagrebu 2020., obično poznata kao napad na Trgu svetog Marka, dogodio se 12. listopada 2020. u Zagrebu, kada je 22-godišnji Danijel Bezuk prišao Banskim dvorima, u kojima se nalazi Ured predsjednika Vlade i mjesto sastajanja Vlade, na Markovu trgu i počeo pucati jurišnom puškom ranivši pritom policajca. Nakon toga, počinitelj je pobjegao u obližnje naselje i počinio samoubojstvo.